# الكوثل A
الكوثل أ في علم الفلك (بالإنجليزية:

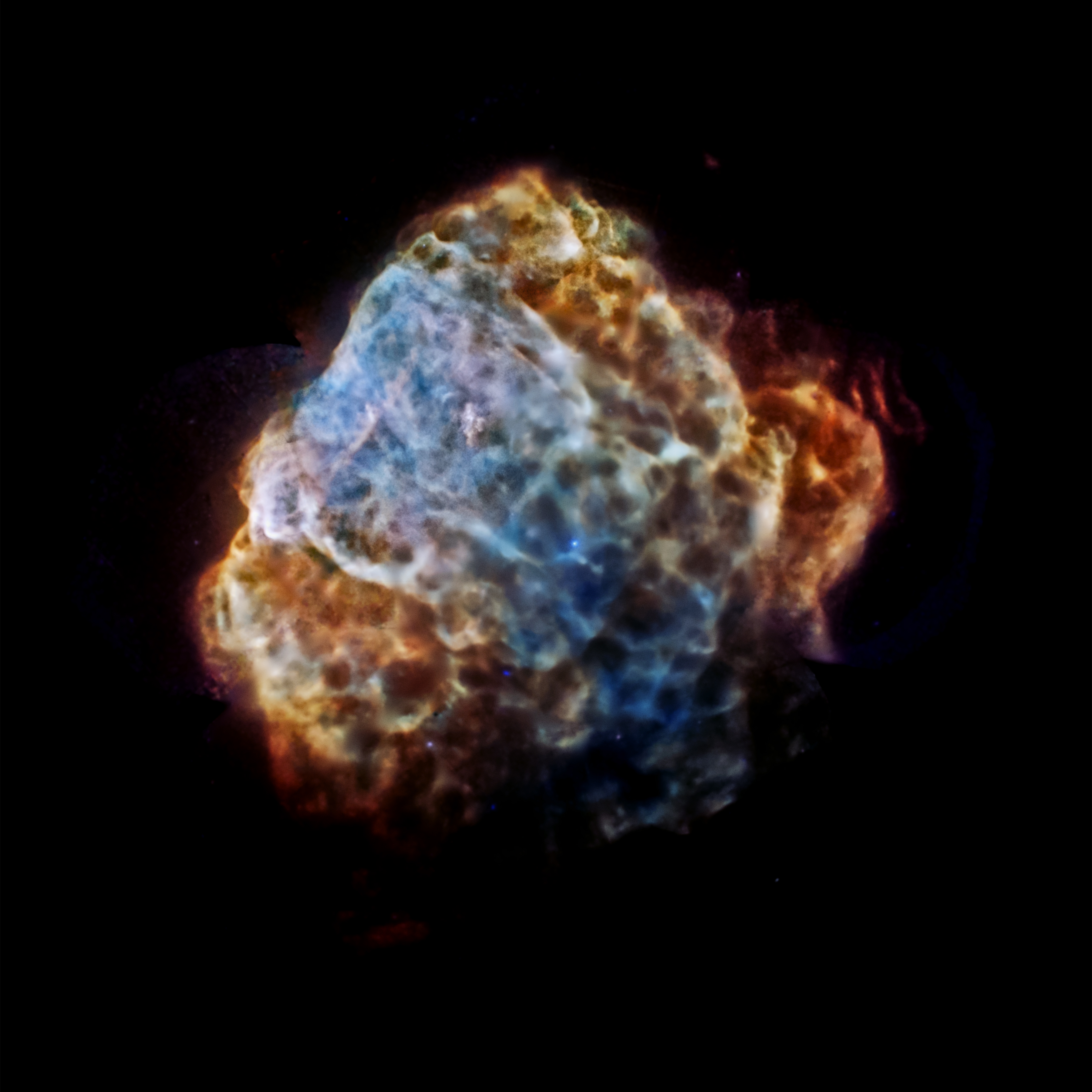
صورة تلسكوب شاندرا الفضائي للأشعة السينية
للكوثل أ في ثلاثة ألوان لنطاقات أشعة إكس : 0.4-0.7 كيلو إلكترون فولط (أحمر) ؛ و 0.7-1.2 keV (أخضر) و 1.2-10 keV (أزرق)

Puppis A ) هو بقايا مستعر أعظم يرى في كوكبة الكوثل. نشأ من انفجار مستعر أعظم وصل ضوؤه الأرض قبل نحو 3.700 سنة . ويبدو أن بقايا المستعر الأعظم يغطي مستعر أعظم فيلا ، إلا أنه يقع خلفه على بعد أربعة أضعاف بعد المستعر الأعظم فيلا عن الأرض. يصل اتساع الكوثل أ نحو 100 سنة ضوئية ويبعد عن الأرض نحو 7000 سنة ضوئية.
يعتبر الكوثل أ  أشد الظواهر الفلكية التي تصدر أشعة سينية . وبواسطة روسات القمر الصناعي الذي يرصد الأجرام السماوية التي تصدر أشعة إكس، استطاع العلماء التعرف على النجم النيوتروني الذي نتج عن انفجار المستعر الأعظم. وهو يتحرك بسرعة كبيرة تبلغ 5 ملايين كيلومتر في الساعة، ولا يمكن رؤياه في نطاق الأشعة الضوئية أو نطاق الأشعة الراديوية.

## تاريخ مشاهداته

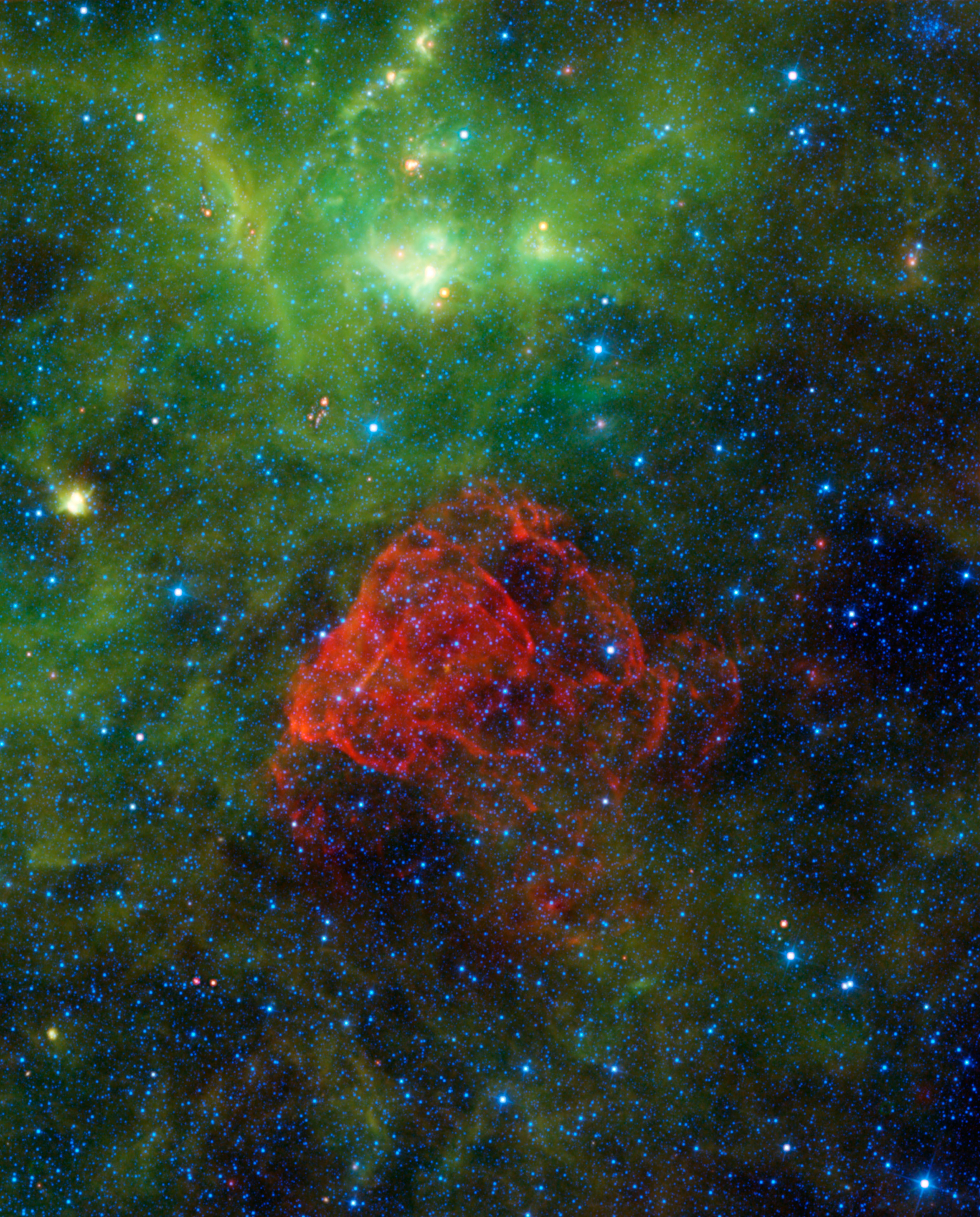
صورة الكوثل أ سجلها القمر الصناعي مستكشف الأشعة تحت الحمراء عريض المجال.

شوهد الكوثل أ في عام 1950 كمصدر سماوي للأشعة الراديوية.
 وبعد ذلك بوقت قصير تمكن العلماء من رؤية سحابة غازية عنده تشع ضوءا مرئيا، وتبين تواجد تشابه بينه وبين ذات الكرسي أ وبسبب ما يصدره من أشعة راديوية وضوءا مرئيا فقد صنف الفلكيون الكوثل أ في عام 1960 على أنه بقايا مستعر أعظم.
ثم تم مشاهدة الكوثل أ بواسطة صاروخ يحمل مقرابا فلكيا في عام 1970. وفي عام 1971 أرسل صاروخ آخر لرصده وسمي «الكوثل - إكس أ» Puppis X-1 .
كما تم رصده بواسطة القمر الصناعي UHURU ونشرت النتائج في المجلات العلمية في عام 1972 تحت رقم
2U 0821-42 كمصدر لأشعة إكس
.
تتعلق بالكوثل أ دراسات كثيرة ورصد في مختلف أنواع الأشعة الصادرة منه . فقد تمت على سبيل المثال أراصادا له بواسطة مقراب سبيتزر الفضائي للاشعة تحت الحمراء الذي يرى الغبار الساخن فيه

ثم رصده مستكشف الأشعة تحت الحمراء عريض المجال المحمول على قمر صناعي. وتبين تلك الأرصاد الأخيرة في مجال الأشعة تحت الحمراء وفي نطاق الاشعة السينية تشابه كبير في بنية الكوثل أ  وبنية المستعر الأعظم فيلا الأقدم منه كثيرا .

## اقرأ أيضا
- مستعر أعظم فيلا